# حمله پهپادی به برج ۲۲
در ژانویه ۲۰۲۴، مقاومت اسلامی در عراق (از گروه‌های شبه‌نظامی شیعه مورد حمایت نظام جمهوری اسلامی ایران-) حمله‌ای پهپادی به یک اردوگاه کوچک نظامی آمریکا در ربکان در شمال شرقی اردن انجام داد، که منجر به مرگ سه سرباز آمریکایی شد و بنابر گزارش‌ها ۲۵ تا ۳۴ مجروح بر جای گذاشت.
در ۲ فوریه ۲۰۲۴ (۱۳ بهمن ۱۴۰۲)، نیروی هوایی ایالات متحده آمریکا مجموعه‌ای از حملات هوایی را علیه سپاه پاسداران ایران و گروه‌های شبه نظامی تحت حمایت ایران واقع در عراق و سوریه به تلافی این حملات انجام دادند.
ایران هرگونه دخالت در این حمله را رد کرد.